# GDP-6-デオキシ-D-タロース-4-デヒドロゲナーゼ
GDP-6-デオキシ-D-タロース-4-デヒドロゲナーゼ（GDP-6-deoxy-D-talose 4-dehydrogenase）は、フルクトース、マンノース、アミノ糖、ヌクレオチド糖の代謝酵素の一つで、次の化学反応を触媒する酸化還元酵素である。
反応式の通り、この酵素の基質はGDP-6-デオキシ-D-タロースとNAD(P)+、生成物はGDP-4-デヒドロ-6-デオキシ-D-マンノースとNAD(P)HとH+である。
組織名はGDP-6-deoxy-D-talose:NAD(P)+ 4-oxidoreductaseで、別名にguanosine diphospho-6-deoxy-D-talose dehydrogenaseがある。